# Maria Beatrice Barberis
Maria Beatrice Barberis (Milano, 6 novembre 1995) è una cestista italiana.
Ala di 176 cm, ha giocato in Serie A1 con Sesto San Giovanni, Torino e Bologna e disputato un'edizione degli Europei 3x3.